# Blidinje Zima Fest
Blidinje Zima Fest, trodnevna glazbena manifestacija koja se svake godine održava na Blidinju. Prva se održala 2018. godine. Održava se pored skijališta u Parku prirode Blidinje u velikom šatorskom objektu s bogato uređenim interijerom, osiguranim grijanjem te vrhunskom produkcijom i ugostiteljskom ponudom i švedskim stolom za goste. Najveći zimski party u regiji. Održava se 30. i 31. prosinca te 1. siječnja u novoj godini. U sklopu festivala organizira se doček nove godine te atraktivni koncerti dan prije i dan poslije dočeka.
Posjetitelje zabavljaju regionalne zvijezde. Na Zima Festu su nastupali ili su najavljeni kao izvođači su Saša Matić, grupa Sinergija, Slavonia band & Indira, Željko Samardžić, Dario Šunjić i Party band, Mladen Grdović, Dejan Matić, Jole, Jelena Rozga, tamburaški sastav Prima, Neno Murić, Mokarski tamburaši, Valentino Perutina, grupa Noćni let te brojni DJ-evi.

## Vanjske poveznice
- Facebook
- YouTube